# Pino Rucher
Pino Rucher (*  1. Januar 1924 in Manfredonia; † 16. August 1996 in San Giovanni Rotondo) war ein italienischer Jazzgitarrist  und Arrangeur.

## Biografische Notizen und musikalische Karriere

### Frühe Lebensjahre
Rucher begann Gitarre zu spielen, als sein Vater 1933 aus den USA zurückkam und ihm eine Gitarre mitbrachte. Seine Eltern beschlossen, dass er privaten Musikunterricht nehmen sollte. Nach einigen Jahren Unterrichts begann er in seiner Heimatstadt sowie in Neapel und Bari öffentlich zu spielen.

## Amerikanischer Einfluss
Die Anwesenheit amerikanischer Truppen in der Provinz Foggia (und insbesondere in der Gegend von Manfredonia, Ruchers Heimatstadt) zwischen 1943 und 1946 führte dazu, dass Rucher mehreren Orchestern der Alliiertenarmee beitrat, wo er mit der amerikanischen Musikatmosphäre und dem Jazz in Kontakt kam.
1946 trat Rucher in das Carlo Vitale Orchester ein, nachdem er bei einem Wettbewerb um die Position des Gitarristen bei Radio Bari den ersten Platz belegt hatte. Nach der Auflösung des Vitale-Orchesters arbeitete Rucher als Mitglied des Carlo Zeme-Orchesters für Radio Milano. In den 1950er und frühen 1960er Jahren arbeitete er auch mit zwei Vorläufern des italienischen „Swing“, Pippo Barzizza und Cinico Angelini, zusammen.

### Angelini Orchester
Angelini wählte Rucher als Mitglied seines Orchesters aus, mit dem Rucher etwa zehn Jahre lang zusammenarbeitete. Er nahm an Veranstaltungen wie dem Ersten internationalen Liederfestival in Venedig im Jahr 1955 und mehreren Musikfestivals in San Remo teil, darunter das Festival von 1957, bei dem Claudio Villa mit Corde della mia chitarra gewann.

### Pino Rucher Kollaborationen
Rucher nahm an zahlreichen Musikveranstaltungen sowie Radio- und Fernsehsendungen teil (San Remo Musikfestivals, Neapel Festivals, Festival delle Rose, Mostra Internazionale di Musica Leggera in Venedig, Canzonissima, Gran Varietà, Studio Uno) und spielte in einer Reihe von Orchestern und bei Gleichzeitig kultivierte er seine Leidenschaft für die amerikanische Musik, wie aus seinen Transkriptionen hervorgeht, mit eigenen Arrangements. Er widmete sich dem Jazz und trat in Live-Konzerten oder Studios unter der Leitung vieler Dirigenten auf. Der Einfluss der amerikanischen Musik ist an seiner Aufführung italienischer Lieder E se domani, Una zebra a pois (gesungen von Mina) und Amore twist (gesungen von Rita Pavone) zu erkennen. Er arbeitete auch für den Orchesterdirigenten und Komponisten Elvio Monti, der ihn bat, in einigen seiner Aufnahmen mitzuspielen. Rucher spielte Gitarre in L’Estasi, einer Komposition von Monti für Andrea Giordana und Marisa Solinas.
Rucher nahm an Sorella Radio teil, einer Produktion mit dem RAI-Orchester. Von der zweiten Hälfte der 1970er Jahre bis Dezember 1983 spielte Rucher Konzerte als Gitarrist im RAI-Orchester Ritmi moderni, das als RAI Big Band bekannt wurde. 1984 hörte er aus gesundheitlichen Gründen auf, für RAI zu arbeiten, verließ Rom und setzte sich zur Ruhe.

## Andere Aktivitäten
Rucher trat von Ende der 1950er bis Mitte der 1970er Jahre in Filmmusik auf, mit mindestens zweihundert Aufführungen unter der Leitung der Orchesterdirigenten Luis Bacalov, Gianni Ferrio, Elvio Monti, Ennio Morricone und Riz Ortolani.
Rucher war der erste Gitarrist, der im italienischen Western E-Gitarre spielte und als „E-Gitarrensolist“ in A Fistful of Dollars auftrat. Rucher ist auch in einigen Einstellungen von Sanremo - La grande sfida zu sehen, einem Film aus dem Jahr 1960 mit Szenen vom San Remo Music Festival. Während seiner Karriere nahm er an Musicals teil, darunter Alleluja brava gente, und seine Gitarrenideen sind in zahlreichen italienischen Liedern enthalten, darunter Casetta in Canadà (gesungen von Carla Boni), Flamenco Rock (Milva), Se non ci fossi tu (Mina), Andavo a cento all’ora (Gianni Morandi), Che m’importa del mondo (Rita Pavone), L’edera (Nilla Pizzi) und Adesso no (Neil Sedaka).
Rucher spielte nicht nur E-Gitarre, sondern auch Folk (oder Akustik), Klassik, Bass und Zwölfsaitengitarre, dann Banjo, Mandoline und Kontrabass.